# 長腹扁鱂
長腹扁鱂，為輻鰭魚綱鯉齒目鰕鱂亞目鰕鱂科的其中一種，為熱帶淡水魚，被IUCN列為易危保育類動物，分布於非洲奈及利亞東南部Enugu與Onitsha淡水流域，體長可達6公分，棲息在草原上的溪流、沼澤底中層水域，生活習性不明，可作為觀賞魚。

## 擴展閱讀
維基物種上的相關：長腹扁鱂